# Paullinia eriocarpa
Paullinia eriocarpa är en kinesträdsväxtart som beskrevs av Triana & Planch.. Paullinia eriocarpa ingår i släktet Paullinia och familjen kinesträdsväxter. Inga underarter finns listade i Catalogue of Life.